# Haru x Kiyo
Haru x Kiyo (ハル×キヨ?) è un manga scritto e disegnato da Akira Ozaki. In Giappone è stato serializzato per Shūeisha sulla rivista Bessatsu Margaret dal 2013 al 2016 e raccolto poi in nove volumi tankōbon, in Italia la sua pubblicazione è iniziata nel 2016 per Star Comics.

## Trama
Koharu Miyamoto è una liceale quindicenne più alta della media. È complessata dalla sua statura e per questo non aspira a vivere un'adolescenza spensierata, ma tranquilla e senza prese in giro da parte dei compagni.
A dispetto delle prospettive, si invaghisce del compagno di scuola Hikawa, il ragazzo più popolare dell'istituto, e decide di confessargli i suoi sentimenti con una lettera.
Mentre sta cercando di imbucarla nell'armadietto del compagno, viene sorpresa da Mineta, brillante e occhialuto compagno di scuola alto solo un metro e cinquanta, che le sconsiglia di dichiarare i propri sentimenti, in quanto sa che Hikawa ha simpatia per un'altra.
Imbarazzata, Koharu fugge lasciando cadere la lettera e rassegnandosi alla sua situazione di single, ma il giorno seguente viene fermata da Mineta che le comunica di aver consegnato la lettera da lei smarrita a Hikawa.
Ancora più in crisi, Koharu non sa come reagire, non sa infatti che si tratta di una menzogna del compagno, tuttavia ad ascoltare la loro conversazione c'è proprio Hikawa che, sorprendentemente, dice che non gli dispiacerebbe frequentare una ragazza come Koharu.
Il rapporto è, però, complicato fin dal principio dalle rispettive diverse abitudini e delle fan del ragazzo, ma arriva al punto di non ritorno quando Koharu, insieme a Mineta, incontra Hikawa insieme all'amica d'infanzia Chie e finalmente la ragazza comprende quello che Mineta stava cercando di spiegarle, ovvero che entrambi avevano una cotta l'uno per l'altra, incapaci di confessarsi. Koharu si fa quindi da parte, permettendo ai due di avere una storia.
L'episodio avvicina però molto Miyamoto a Mineta e i due cominciano a stringere amicizia che presto prende qualche piega romantica, sebbene l'inesperienza di entrambi renda complicata la frequentazione e dia il via a numerose incomprensioni.
Dopo il festival scolastico, nel quale Koharu nota la tenacia e l'incrollabile determinazione di Mineta, la ragazza ammette a se stessa di avere dei sentimenti per lui e accetta di uscire con lui.

## Personaggi
- Koharu Miyamoto: è la protagonista della vicenda, ha quindici anni (quasi sedici) e frequenta il primo anno di liceo nella classe 1-3. La sua statura è più alta della media, 176cm, il che la porta spesso ad essere chiamata "gigante" o "fenomeno da baraccone" e la cosa la ferisce molto. Si invaghisce del compagno di scuola Hikawa, ma si farà poi da parte per permettergli di frequentare la sua amica d'infanzia, Chie. È una ragazza solare ed espansiva, ma ha poca fiducia in se stessa.
- Kyoshiro Mineta: è un compagno di scuola di Koharu e protagonista maschile delle vicende. È alto solo 152cm, il che lo rende un nanetto in confronto a Koharu, la quale lo vede spesso nei panni di un bambino vista la differenza d'altezza. È intelligentissimo e agli esami si candida sempre come primo, ma voci di corridoio dicono che abbia fallito l'esame di ammissione ad un prestigioso istituto e abbia ripiegato su quella scuola per sentirsi superiori. All'inizio della storia soffre ancora per la sua cotta delle medie, ma con grande razionalità riesce a passare oltre la delusione e inizia poi a frequentare Koharu. I genitori sono quasi sempre via per lavoro, mentre il fratello Reiichi studia in Inghilterra.
- Kotaro Miyamoto: è il fratello dodicenne di Koharu e frequenta le elementari. Come la sorella è molto alto e questo lo porta spesso ad essere scambiato per un ragazzo più grande, generando spassose scenette nelle quali la sua fisionomia da idol è contrapposta al suo carattere tipico di ragazzino delle elementari. Adora i bokemon, gioco di carte collezionabili, e si affeziona molto a Mineta, che si ricorda tutte le sue carte e gioca con lui.
- Mamma di Koharu: è una donna alta e molto forte e impetuosa. Non azzecca mai il nome delle persone, finendo per storpiarlo di continuo. Koharu dice di lei che è un'ex atleta di pallavolo ed ha una mentalità sportiva e aggressiva per questo, nonostante ciò è molto affezionata alla famiglia.
- Padre di Koharu: è un uomo alto e forzuto, non parla mai, ma si esprime tramite brontolii che i parenti interpretano. Gira con una giacca da kimono e di solito viene raffigurato mentre legge il giornale.
- Kitty: è il cane di famiglia, nonostante l'aspetto inquietante e la cicatrice a forma di X sulla fronte, è affettuoso e legatissimo ai ragazzi di casa Miyamoto.
- Reiichi Mineta: è il fratello maggiore di Mineta e studia in Inghilterra. Si definisce il fratello perfetto ed è estremamente puntiglioso e snob. Vista la fisionomia del fratellino, spesso lo chiama "fagiolino". Il rapporto tra i due non è dei migliori, Mineta è molto infastidito dalla continua ingerenza del fratello nella sua vita e il voler decidere al suo posto, specialmente quando Reiichi decide di allontanare Koharu dal fratello e di portarlo in Inghilterra con sé. Alla fine Reiichi comprende i sentimenti dei due e ritorna in Europa. Mineta riesce ad essere finalmente sincero con il fratello ammettendo di essere lusingato dalle sue attenzioni, ma che non deve essere necessariamente perfetto per essere un bravo fratello.
- Maru e Tama: sono le migliori amiche di Koharu. La prima è una otaku, la seconda è una trundere. Tutte e tre hanno sempre condiviso una certa impopolarità con i compagni, ma sono grandi amiche. Quando Koharu omette di dire loro di uscire con Mineta, le due si sentono ferite e per un po' la escludono dal gruppo, ma alla fine torneranno amiche. Maru si metterà successivamente con un ragazzo e anche Tama troverà l'amore.
- Shimamura: nemesi di Koharu fin dai tempi delle elementari. Da piccolo era un bambino pestifero che faceva dispetti ai compagni per evitare di legarsi troppo a causa dei continui trasferimenti. Rincontrerà Koharu al liceo, riprendendo a bullizzarla, ma piano piano stringerà amicizia con Mineta e svilupperà dei sentimenti per lei. Ha una sorella più piccola di nome Yuka.

## Volumi
| Nº | Data di prima pubblicazione | Data di prima pubblicazione | Data di prima pubblicazione | Data di prima pubblicazione |
| Nº | Giapponese                  | Giapponese                  | Italiano                    | Italiano                    |
| -- | --------------------------- | --------------------------- | --------------------------- | --------------------------- |
| 1  | 25 settembre 2013           | ISBN 978-4-08-845104-6      | 19 ottobre 2016             | ISBN 978-88-226-0332-6      |
| 2  | 24 gennaio 2014             | ISBN 978-4-08-845161-9      | 16 novembre 2016            | ISBN 978-88-226-0371-5      |
| 3  | 23 maggio 2014              | ISBN 978-4-08-845212-8      | 18 gennaio 2017             | ISBN 978-88-226-0450-7      |
| 4  | 25 settembre 2014           | ISBN 978-4-08-845268-5      | 15 marzo 2017               | ISBN 978-88-226-0523-8      |
| 5  | 23 gennaio 2015             | ISBN 978-4-08-845334-7      | 17 maggio 2017              | ISBN 978-88-226-0579-5      |
| 6  | 25 maggio 2015              | ISBN 978-4-08-845391-0      | 20 settembre 2017           | ISBN 978-88-226-0693-8      |
| 7  | 25 settembre 2015           | ISBN 978-4-08-845448-1      | 14 febbraio 2018            | ISBN 978-88-226-0890-1      |
| 8  | 25 gennaio 2016             | ISBN 978-4-08-845515-0      | 18 aprile 2018              | ISBN 978-88-226-0980-9      |
| 9  | 25 maggio 2016              | ISBN 978-4-08-845579-2      | 18 luglio 2018              | ISBN 978-88-226-1059-1      |